# Stanisław Mazur (cichociemny)
Stanisław Mazur pseud. Limba, Hawrań (ur. 8 października 1919 w Zawoi, zm. 27 sierpnia 1990 w Szkocji) – żołnierz Wojska Polskiego, Armii Andersa, Polskich Sił Zbrojnych, oficer Armii Krajowej, podporucznik łączności, cichociemny.

## Życiorys
Ukończył VI Państwowe Gimnazjum we Lwowie, maturę uzyskał eksternistycznie.
W czasie kampanii wrześniowej w 1939 roku służył ochotniczo w batalionie KOP „Wilejka”. Został uwięziony przez wojska Armii Czerwonej, jednak udało mu się zbiec. Od grudnia 1939 roku działał w ZWZ we Lwowie. W marcu 1940 roku został aresztowany i zesłany w głąb ZSRR. Po podpisaniu układu Sikorski-Majski, w październiku 1941 roku wstąpił do Armii Andersa, gdzie skierowano go do szkoły podchorążych przy 5 Wileńskiej Dywizji Piechoty.
W marcu 1943 roku został przerzucony do Wielkiej Brytanii, gdzie po przeszkoleniu w radiotelegrafii został zaprzysiężony 19 stycznia 1944 roku w Oddziale VI Sztabu Naczelnego Wodza i przeniesiony do Głównej Bazy Przerzutowej w Brindisi we Włoszech. Zrzutu do Polski dokonano w nocy z 22 na 23 listopada 1944 roku w ramach operacji „Kazik 1” dowodzonej przez mjra naw. Eugeniusza Arciuszkiewicza. Po skoku Mazur pozostał w dyspozycji Komendy Okręgu Kraków AK. W czasie oczekiwania na ostateczny przydział służył w I batalionie 1 pułku strzelców podhalańskich AK.
W 1945 roku rozpoczął studia (polonistyczne i filologię angielską) na Uniwersytecie Jagiellońskim. W styczniu 1947 roku uciekł przez zieloną granicę z Polski i osiedlił się w Szkocji.

## Awanse
- kapral podchorąży – 10 października 1943 roku
- podporucznik – 6 grudnia 1944 roku, ze starszeństwem z dniem 1 grudnia 1944 roku.

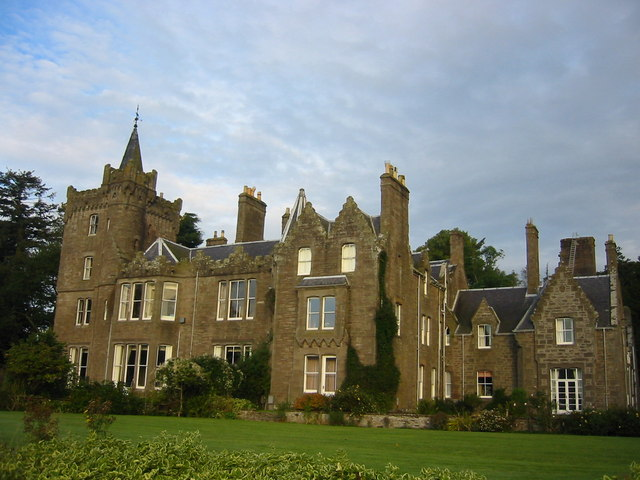
Zamek Finavon – własność państwa Mazurów przez 30 lat

## Odznaczenia
- Krzyż Walecznych – czterokrotnie
- Medal Wojska

## Życie rodzinne
Stanisław Mazur był synem Klemensa i Marii z domu Kawulak. Ożenił się w 1949 roku z Susan Patience Greenhill Gardyne (1917–1979), dziedziczką Finavon Castle koło Forfar. Poznał ją w czasie szkoleń cichociemnych w Szkocji. Susan po wojnie była pracowniczką ambasady brytyjskiej w Warszawie i pomogła mu w zorganizowaniu ucieczki. Mieli trójkę dzieci, były to: Ian David (ur. w 1954 roku), Carolyne Sarah Jane (ur. w 1958 roku) i Andrew Stanislaw (ur. w 1962 roku).
Susan Mazur odziedziczyła zamek wraz z majątkiem w 1953 roku. Zamek został sprzedany ok. 1983 roku.